# Rhagium qinghaiensis
Rhagium qinghaiensis är en skalbaggsart som beskrevs av Chen och Fernando Chiang 2000. Rhagium qinghaiensis ingår i släktet Rhagium och familjen långhorningar. Inga underarter finns listade i Catalogue of Life.